# او-۷۲ (کریگس‌مارینه)
زیردریایی یو-۷۲ (۱۹۴۰) (به انگلیسی: German submarine U-72 (1940)) یک زیردریایی بود که طول آن ۶۷٫۱ متر (۲۲۰ فوت ۲ اینچ) بود. این زیردریایی در سال ۱۹۴۰ ساخته شد.